# Bieg na 80 metrów przez płotki
Bieg na 80 metrów przez płotki – nierozgrywana już konkurencja lekkoatletyczna, jeden z dystansów biegów płotkarskich kobiet. Obecnie zastąpił go bieg na 100 metrów przez płotki.
W biegu na 80 m przez płotki zawodniczki musiały pokonać osiem płotków o wysokości 76,2 cm. Pierwszy płotek znajdował się po 12 m od startu, kolejne rozstawione były co 8 m, a od ostatniego płotka do mety dzieliło zawodniczki 12 m.
Bieg na 80 m przez płotki rozgrywany był na Igrzyskach Olimpijskich od 1932 do 1968, a na mistrzostwach Europy od 1938 do 1966.
Rekordzistką świata jest Wiera Korsakowa, która 16 czerwca 1968 r. w Rydze przebiegła dystans 80 metrów przez płotki w czasie 10,2.

## Medalistki
- medalistki Igrzysk Olimpijskich

## Polskie finalistki olimpijskie
- 2. Teresa Ciepły 10,55e 1964
- 6. Maria Piątkowska 10,76 1964
- 6. Danuta Straszyńska 10,66 1968
- 7. Elżbieta Żebrowska 10,66 1968

## Polskie medalistki mistrzostw Europy
- 1. Teresa Ciepły 10,6 1962
- 3. Maria Piątkowska 10,6 1962
- 3. Elżbieta Bednarek 10,7 1966

## Polki w dziesiątkach światowych tabel rocznych
- 1927 - 6-7. Felicja Schabińska, 13,2
- 1961 - 1-4. Teresa Ciepły, 10,6
- 1961 - 5-10. Maria Piątkowska, 10,7
- 1961 - 5-10. Elżbieta Wagner, 10,7
- 1962 - 2-7. Teresa Ciepły, 10,6
- 1962 - 2-7. Maria Piątkowska, 10,6
- 1963 - 6-11. Maria Piątkowska, 10,7
- 1964 - 5-8. Teresa Ciepły, 10,6
- 1964 - 9-17. Maria Piątkowska, 10,7
- 1965 - 6-13. Danuta Straszyńska, 10,7
- 1966 - 2-5. Elżbieta Bednarek, 10,6
- 1967 - 3-8. Teresa Nowak, 10,6
- 1967 - 9-15. Teresa Sukniewicz, 10,7
- 1967 - 9-15. Elżbieta Bednarek, 10,7
- 1968 - 7-11. Danuta Straszyńska, 10,5

## Polki w rankinguTrack and Field News
- 1961: 3. Teresa Ciepły
- 1962: 3. Teresa Ciepły
- 1962: 6. Maria Piątkowska
- 1963: 2. Maria Piątkowska
- 1964: 2. Teresa Ciepły
- 1964: 7. Maria Piątkowska
- 1965: 8. Teresa Ciepły
- 1966: 2. Elżbieta Żebrowska
- 1966: 8. Danuta Straszyńska
- 1967: 8. Elżbieta Żebrowska
- 1967: 10. Teresa Nowak
- 1968: 6. Teresa Sukniewicz
- 1968: 7. Danuta Straszyńska
- 1968: 10. Elżbieta Żebrowska